# Теодора Драгићевић
Теодора Драгићевић (Москва, 19. јул 2001) српска је глумица.

## Биографија
Одрасла је у Москви, где је завршила основну и ишла у музичку и војну школу. У Београду је похађала XII гимназију и школу глуме „Маска”. Факултет драмских уметности уписала је са шеснаест година старости у класи професора Срђана Ј. Карановића. С њом су студирали Јована Берић, Марта Богосављевић, Лука Грбић, Андријана Ђорђевић, Ђорђе Кадијевић, Алекса Марковић, Никола Мијатовић, Ива Милановић и Мина Ненадовић.
Крајем 2023. године примљена је у стални ангажман у Народном позоришту.

## Глумачка каријера

### Филм и телевизија
Своју прву телевизијску улогу, у серији Бисер Бојане, добила је као бруцош на Факултету драмских уметности. Остварила је епизоду у серији Мочвара, а представила је лик Вере у младости у теленовели Тајне винове лозе. Снимила је кратки филм Реконструкција. Запаженију улогу на телевизији остварила је у Нечистој крви, где је тумачила лик Стојне. Претходно је исту улогу имала и на филму Нечиста крв - грех предака. Убрзо је добила улогу и у филму Хероји Халијарда, који је приказан две године касније. Значајнију улогу потом је добила кроз телевизијски пројекат У клинчу. Од друге сезоне се прикључила глумачкој подели серије Тајкун. У пројекту Време смрти поверена јој је улога Милена Катић. Једну од главних улога играла је и у серији Ваздушни мост која представља разраду догађаја из филма Хероји Халијарда.

### Позориште
Са својом класом је играла испитне представе Хајде да импровизујемо односно Грета из Фауста и Бајке за децу и одрасле које су премијерно изведене у омладинском позоришту ДАДОВ. Крајем новембра 2021. у Театру на Брду је премијерно изведен комад Мачка печена, у чијој подели је Теодора Драгићевић добила лик Нине. Учествовала је у стварању представе Иранска конференција, Народног позоришта у Београду. Прикључила се и ансамблу представе Зли дуси, а играла је као алтернација за лик Људмиле у представи Васа Железнова и други. Потом је заиграла у представи Рат и мир, а за улогу Наташе награђена је на фестивалу Вршачка позоришна јесен. Ансамбл представе гостовао је Александринском театру у Санкт Петербургу, током септембра 2023, где су делови представе одиграни на руском језику. Редитељ Милош Лолић поверио јој је улогу Маришке у подели представе Мистер Долар, премијерно изведене 15. марта 2024. године.

## Улоге

### Позоришне представе
| Наслов                  | Улога                                | Редитељ             | Позориште                    | Премијера          |
| ----------------------- | ------------------------------------ | ------------------- | ---------------------------- | ------------------ |
| Зли дуси                | Дарја Павловна Шатова-Даша (од 2022) | Тања Мандић Ригонат | Народно позориште у Београду | 22. новембар 2011. |
| Грета из Фауста         |                                      | Срђан Ј. Карановић  | ДАДОВ                        | 4. септембар 2020. |
| Васа Железнова и други  | Људмила (алтернација)                | Златко Свибен       | Народно позориште у Београду | 9. септембар 2020. |
| Мачка печена            | Нина                                 | Ђурђа Тешић         | Театар на Брду               | 25. новембар 2021. |
| Бајке за децу и одрасле |                                      | Срђан Ј. Карановић  | ДАДОВ                        | 1. фебруар 2022.   |
| Иранска конференција    | Катрин Јохансен                      | Ивана Вујић         | Народно позориште у Београду | 9. март 2022.      |
| Рат и мир               | Наташа Ростова                       | Борис Лијешевић     | Народно позориште у Београду | 30. мај 2022.      |
| Мистер Долар            | Маришка                              | Милош Лолић         | Народно позориште у Београду | 15. март 2024.     |

### Филмографија
|                   | 2010▼ | 2020▼ | Укупно |
| ----------------- | ----- | ----- | ------ |
| Дугометражни филм | 0     | 3     | 3      |
| ТВ филм           | 0     | 1     | 1      |
| ТВ серија         | 1     | 8     | 9      |
| Кратки филм       | 0     | 1     | 1      |
| Укупно            | 1     | 13    | 14     |

| Год.       | Назив                      | Улога                |
| ---------- | -------------------------- | -------------------- |
| 2010-е▲    |                            |                      |
| 2019.      | Бисер Бојане (серија)      | Млада Лана Поповић   |
| 2020-е▲    |                            |                      |
| 2020.      | Мочвара (серија)           | Станислава Деверовић |
| 2021.      | Реконструкција (ТВ филм)   | Сања                 |
| 2021—2024. | Тајне винове лозе (серија) | Млада Вера           |
| 2021.      | Нечиста крв - грех предака | Стојна               |
| 2021.      | Нечиста крв (серија)       | Стојна               |
| 2022.      | Клан (серија)              | Тина                 |
| 2022—2024. | У клинчу (серија)          | Теа                  |
| 2023.      | Херој улице                | Мина                 |
| 2023.      | Хероји Халијарда           | Радмила Јовић        |
| 2024.      | Ваздушни мост (серија)     | Радмила Јовић        |
| 2024.      | Време смрти (серија)       | Милена Катић         |
|            | Тајкун (серија)            | Мила Симоновић       |
|            | Беле раде (кратки филм)    |                      |

## Награде и признања
| Година | Остварење | Награда                                                                                 |
| ------ | --------- | --------------------------------------------------------------------------------------- |
| 2022.  | Рат и мир | Награда за најбољу младу глумицу „Томислав Пејчић“ на фестивалу Вршачка позоришна јесен |